# Gaâfour (délégation)
Pour l’article homonyme, voir Gaâfour.
Gaâfour est une délégation tunisienne dépendant du gouvernorat de Siliana.
En 2004, elle compte 17 963 habitants dont 8 824 hommes et 9 139 femmes répartis dans 4 239 ménages et 4 700 logements.